# Ropociąg BTS-2

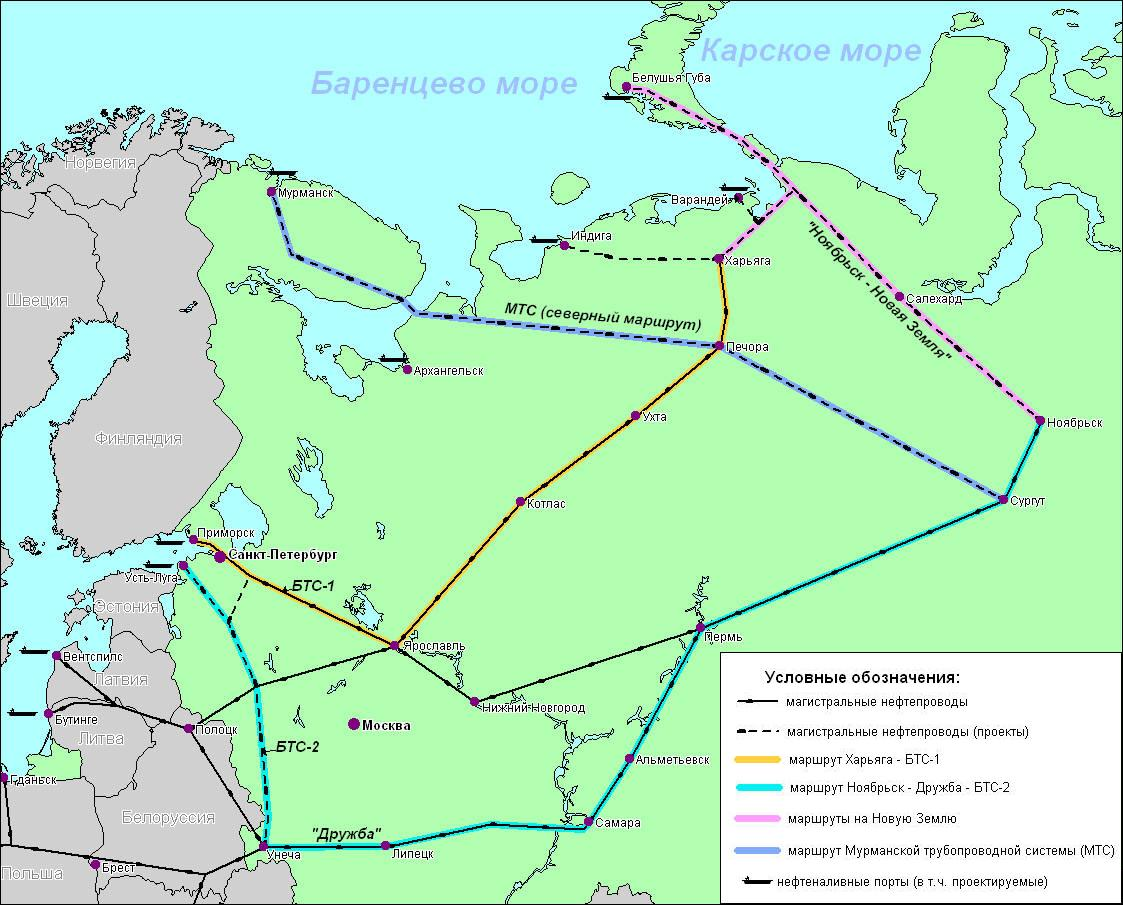
Ropociągi BT-1, BTS-2, MTC i Nowa Ziemia

Ropociąg BTS-2 (ros. Балтийская Трубопроводная Система 2, БТС-2) – rosyjski rurociąg naftowy.
Rozpoczęcie budowy ropociągu przypada na 10 czerwca 2009. Budowę skończono w październiku 2011, a ropociąg wszedł do użytku w drugiej połowie 2012 r.
Ropociąg przebiega z miejscowości Uniecza do terminalu Ust-Ługa opodal Petersburga, koszt jego budowy to około 4–5 mld dol. Ropociąg ten umożliwia Rosji eksport ropy naftowej z pominięciem Polski, Białorusi i Ukrainy omijając rurociąg naftowy Przyjaźń.
Według niektórych źródeł ten ropociąg to część nowej rosyjskiej strategii eksportu ropy, polegającej na rozbudowie portów w Rosji i zwiększaniu eksportu tankowcami, kosztem tranzytu ropociągiem Przyjaźń.